# Unterseeboot 75 (1940)
Pour les articles homonymes, voir Unterseeboot 75.
L'Unterseeboot 75 ou U-75 est un sous-marin allemand (U-Boot) de type VII.B construit pour la Kriegsmarine pendant la Seconde Guerre mondiale.

## Construction
L' U-75 s'inscrit dans le programme 1937-1938 pour une nouvelle classe de sous-marins océaniques. Il est de type VII B lancé entre 1936 et 1940. Construit dans les chantiers de Bremer Vulkan-Vegesacker Werft à Brême, la quille du U-75 est posée le 15 décembre 1939 et il est lancé le 18 octobre 1940. L'U-75 entre en service deux mois plus tard.

## Historique
Mis en service le 19 décembre 1940, l'U-75 fait office de sous-marin d'entrainement au sein de la 7. Unterseebootsflottille à Kiel.

Le 1er avril 1941, l'U-75 devient opérationnel toujours dans la 7. Unterseebootsflottille, à Kiel et plus tard à la base sous-marine de Saint-Nazaire en France.
Il conduit sa première patrouille de guerre, appareillant de Kiel le 10 avril 1941, sous les ordres du Kapitänleutnant Helmuth Ringelmann. Il rejoint la base sous-marine de Saint-Nazaire le 12 mai 1941 après trente-trois jours de navigation, ayant coulé un navire marchand de 10 146 tonneaux.
L'Unterseeboot 75 a effectué cinq patrouilles dans lesquelles il a coulé sept navires marchands pour un total de 37 884 tonneaux et deux navires de guerre pour un total de 744 tonnes. Il cumule 141 jours en mer.
Sa cinquième patrouille commence le 22 décembre 1941, quittant l'île de Salamine en Grèce, toujours sous les ordres du Kapitänleutnant Eitel-Friedrich Kentrat. Après sept jours en mer, l'U-75 est coulé le 28 décembre 1941 en Méditerranée près de Mersa Matruh en Égypte, à la position géographique de 31° 50′ N, 26° 40′ E, par des charges de profondeurs lancées du destroyer britannique HMS Kipling. L'attaque coûte la vie de quatorze des quarante-quatre sous-mariniers de l'équipage.

## Affectations
- 7. Unterseebootsflottille à Kiel du 19 décembre 1940 au 31 mars 1941 (entraînement)
- 7. Unterseebootsflottille à Kiel/Saint-Nazaire du 1er avril 1941 au 1er octobre 1941 (service actif)
- 29. Unterseebootsflottille sur l'Île de Salamine du 1er octobre 1941 au 28 décembre 1941 (service actif)

## Commandements
- Kapitänleutnant Helmuth Ringelmann du 28 décembre 1940 au 28 décembre 1941

## Patrouilles
|       | Commandant                     | Départ            | Départ          | Arrivée          | Arrivée         | Jours     | Succès   |
| ----- | ------------------------------ | ----------------- | --------------- | ---------------- | --------------- | --------- | -------- |
| 1     | Kptlt. Helmuth Ringelmann      | 10 avril 1941     | Kiel            | 12 mai 1941      | Saint-Nazaire   | 33 jours  | 10 146   |
| 2     | Kptlt. Helmuth Ringelmann      | 29 mai 1941       | Saint-Nazaire   | 3 juillet 1941   | Saint-Nazaire   | 36 jours  | 16 224   |
| 3     | Kptlt. Helmuth Ringelmann      | 29 juillet 1941   | Saint-Nazaire   | 25 août 1941     | Saint-Nazaire   | 28 jours  | 9 927    |
| 4     | Kptlt. Helmuth Ringelmann      | 27 septembre 1941 | Saint-Nazaire   | 2 novembre 1941  | Île de Salamine | 37 jours  | 744      |
| 5     | Kptlt. Eitel-Friedrich Kentrat | 22 décembre 1941  | Île de Salamine | 28 décembre 1941 | Coulé           | 7 jours   | 1 587    |
| Total | Total                          | Total             | Total           | Total            | Total           | 141 jours | 38 628 t |

Note : Kptlt. = Kapitänleutnant

### Opérations Wolfpack
L'U-75 a opéré avec les Wolfpacks (meutes de loup) durant sa carrière opérationnelle:
- West (2 juin 1941 - 20 juin 1941)
- Goeben (27 septembre 1941 - 5 octobre 1941)

## Navires coulés
L'Unterseeboot 75 a coulé 7 navires marchands pour un total de 37 884 tonneaux et 2 navires de guerre pour un total de 744 tonnes au cours des 5 patrouilles (141 jours en mer) qu'il effectua.
| Date             | Nom               | Nationalité     | Tonnage (GRT) | Fait  |
| ---------------- | ----------------- | --------------- | ------------- | ----- |
| 29 avril 1941    | SS City of Nagpur | Grande-Bretagne | 10 146        | Coulé |
| 3 juin 1941      | SS Eibergen       | Pays-Bas        | 4 801         | Coulé |
| 3 juin 1941      | SS Inversuir      | Grande-Bretagne | 9 456         | Coulé |
| 25 juin 1941     | Schie             | Pays-Bas        | 1 967         | Coulé |
| 5 août 1941      | SS Cape Rodney    | Grande-Bretagne | 4 512         | Coulé |
| 5 août 1941      | SS Harlingen      | Grande-Bretagne | 5 415         | Coulé |
| 12 octobre 1941  | HMS TLC-2 (A2)    | Grande-Bretagne | 372           | Coulé |
| 12 octobre 1941  | HMS TLC-7 (A7)    | Grande-Bretagne | 372           | Coulé |
| 28 novembre 1941 | SS Volo           | Grande-Bretagne | 1 587         | Coulé |